# Війська радіоелектронної боротьби України
Війська радіоелектронної боротьби України (війська РЕБ) — рід спеціальних військ забезпечення бойової діяльності, у галузі радіоелектронної боротьби, призначені для забезпечення заходів із завоювання панування в ефірі, захисту своїх стратегічних систем управління військами і зброєю від навмисних перешкод противника, а також порушення роботи стратегічних систем управління військами противника, зниження ефективності застосування його бойових засобів шляхом поширення радіоелектронних перешкод.
Підпорядковані Головному управлінню радіоелектронної та кіберборотьби ГШ ЗСУ.

## Історія
У липні 2021 року у навчальних центрах Збройних сил України було відкрито нові школи підготовки кваліфікованих фахівців — радіоелектронної боротьби та радіоелектронної розвідки.
Після початку широкомаштабного російського вторгнення в 2022 році були розгорнуті мобільні групи РЕБ для протидії БПЛА.

## Структура
Сухопутні війська

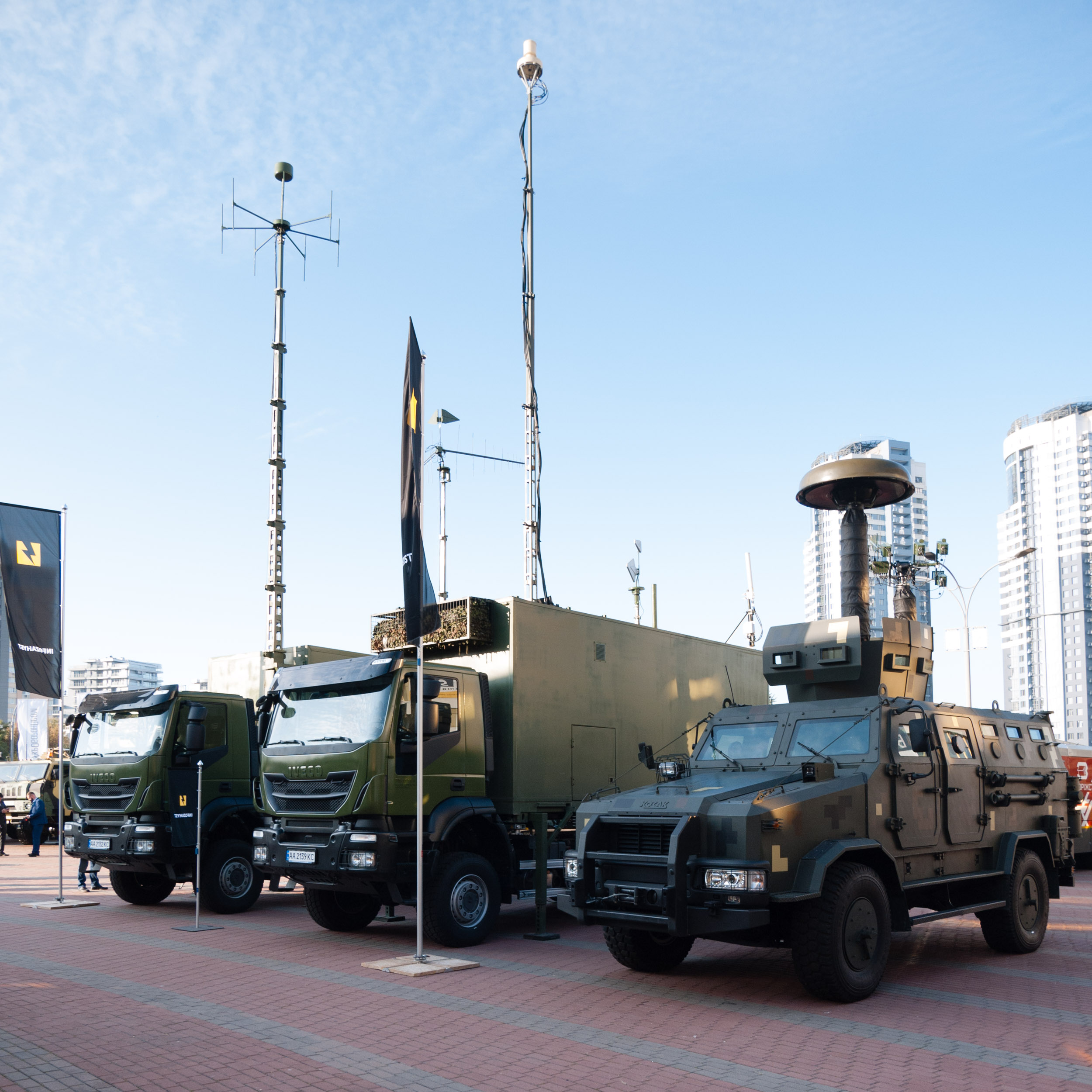
Українські комплекси РЕБ та РЕР: «Хортиця-М», «Хортиця-Р», «Нота», на виставці. 2019.

- 20-й окремий батальйон радіоелектронної боротьби А1262, м. Житомир, ОК "Північ"
- 306 окремий батальйон радіоелектронної боротьби А0528, м.Одеса, ОК «Південь»
- 305-й окремий батальйон радіоелектронної боротьби А0532, м. Костопіль Рівненської області[4]
- 306-й батальйон радіоелектронної боротьби[5]
- 436 окремий вузол радіоелектронної боротьби А2196, м. Львів
- 502-й окремий батальйон радіоелектронної боротьби А1828, с-ще Черкаське Самарського району Дніпропетровської області

Повітряні сили
- 17 окремий батальйон радіоелектронної боротьби А1267, м. Коломия Івано-Франківської області
- 1194 окремий батальйон радіоелектронної боротьби А2709, м. Первомайськ Миколаївської області

### 2013
На початок 2013 року комплект частин РЕБ мав наступний склад:
Сухопутні війська
- 55 ОСЦ РЕБ (Окремий спеціальний центр РЕБ) Бровари
- 436 ОВ РЕБ (СВ) (Окремий вузол РЕБ) ???
- 82 ОВ РЕБ (СВ) Одеса
- 249 окремий полк РЕБ (СВ), Бровари
- 307 окремий батальйон радіоелектронної боротьби (8АК), Бердичів
- 502 окремий батальйон радіоелектронної боротьби (6АК) смт. Гвардійське
- 971 окремий батальйон радіоелектронної боротьби (13АК) Рівне

Крім того є дані про роту РЕБ в складі 28 ОМБр. Імовірно лінійні роти РЕБ були в складі кожної з 8 механізованих бригад (можливо кадровані).
Повітряні сили
- 17 окремий батальйон радіоелектронної боротьби (ПвК Захід) Коломия
- 1194 окремий батальйон радіоелектронної боротьби (ПвК Південь) Первомайськ
- 2204 окремий батальйон радіоелектронної боротьби (ПвК Центр) Козин
- 358 окремий батальйон радіоелектронної боротьби (ТГр «Крим») Севастополь

Військово-морські сили
- 52 окремий батальйон радіоелектронної боротьби (ВМС) Сімферополь

#### Скорочення 2013
Мали залишитися:
- 55 ОСЦ РЕБ (Бровари)
- 249 ОП РЕБ (Десна) ОК Північ
- 502 ОП РЕБ (Кривий Ріг) ОК Південь
- Загін РЕБ (Бахчисарай) ВМС — в складі центру ОЗ

## Оснащення
- «Анклав»
- Буковель-АД
- EDM4S[6][7][8]

## Командування
(2021–) Павленко Іван Анатолійович

### Відео
- Радіоелектронна боротьба: хто контролює Донбас? | Security talks [Архівовано 2 вересня 2021 у Wayback Machine.] // Апостроф TV, 3 липня 2021